# Протесты в Ливане (2020)
Протесты в Ливане — антиправительственные акции протеста в стране, проходящие с ночи с 6 на 7 августа. Митингующие возложили ответственность за взрывы в порту Бейрута на правительство Ливана и требовали его отставки.

## Предыстория
Поводом для акций протеста стали взрывы в порту Бейрута, разрушивший значительную часть инфраструктуры столицы Ливана. Событие нанесло значительный удар по экономике республики, которая и так находилась в кризисе.
В начале марта 2020 года премьер-министр страны объявил дефолт, когда страна оказалась не в состоянии оплатить задолженность на сумму более 1 миллиарда долларов. Ливанский фунт обесценился более чем в два раза, что повлекло за собой рост цен на продукты питания почти на 60 %. Это спровоцировало волну протестов в стране. Тяжёлым бременем на экономику Ливана легла пандемия коронавируса. На содержание 1,5 миллионов сирийских беженцев было потрачено 40 миллиардов долларов. В июне глава правительства признал, что попытки выхода из кризиса пока не были успешными. В таких условиях Ливан обратился в МВФ за кредитом, но в начале июля переговоры были приостановлены до начала реализации реформ в стране. По некоторым данным безработица достигла 25—30 %.

## Ход протестов

### Август
Протесты начались 7 августа, однако не были стихийными: к ним призывали лидеры оппозиции. По сообщениям ливанского государственного информагентства National News Agency, участники демонстраций громили магазины, устраивали поджоги и забрасывали сотрудников службы правопорядка камнями. Ночью первого дня протестов люди попытались взять парламент штурмом, однако были остановлены силами правопорядка.
8 августа акция протеста переросла в прямые столкновения с полицией, которая применила слезоточивый газ. В ходе протестов начался сбор подписей за возвращение под французский протекторат. Протестующие выступают за отставку правительства и президента, обвиняют его в бесконтрольности и некомпетентности, из-за чего, по их мнению и произошла трагедия. Некоторые из протестующих забрасывали полицейских камнями, провоцировали столкновения. На площади Мучеников митингующие установили импровизированные гильотины для чиновников. На подавление протестов были выделены воинские части Ливана. В парламенте страны лидер партии Катаиб Сами Жмайель заявил о том, что три депутата фракции сложили с себя депутатские полномочия и призвал ливанцев принять участие в антиправительственной акции на площади Пляс де Мартир. Катаиб и другие оппозиционные партии потребовали отставки правительства Хасана Диаба.
Премьер-министр Ливана страны предложил провести досрочные парламентские выборы, назвав это решение возможностью выхода из кризиса. Хасан Диаб заявил, что внесёт на следующее заседание кабинета министров это предложение.
9 августа ливанские военные открыли огонь боевыми пулями по протестующим при их разгоне, сообщило издание Al-Jadeed. Полицейское командование утверждает, что в демонстрантов никто не стрелял, а данные о пострадавших сфабрикованы. В ведомстве сообщили, что задачей полиции является охрана правительственных зданий и штаб-квартиры парламента. Пожарная бригада Бейрута, в знак солидарности с протестующими, отказалась покидать свои базы, чтобы поливать недовольных водой. Губернатор Бейрута Марван Абуд официально издал приказ, согласно которому пожарные должны реагировать только на вызовы на возгорание. Вечером начались стычки у здания парламента, были применены гранаты со слезоточивым газом, однако толпа начала отступать только при приближении армии. В итоге правоохранительным органом удалось установить контроль над ближайшими улицами. В этот же день состоялось экстренное совещание кабинета министров для обсуждения ситуации, связанной с желанием многих министров подать в отставку. Министры информации, окружающей среды и экономики выразили желание уйти с постов в правительстве. Во время освещения протестов в стране корреспондент Russia Today и руководитель бюро ВГТРК на Ближнем Востоке и в Северной Африке попали под слезоточивый газ, о чём сообщили Russia Today и Россия-1. В ночь на 10 августа обстановка в стране была спокойная, за исключением небольших столкновений в центре города, активистов блокировали отряды военных, оказывающие поддержку силам правопорядка.
10 августа, из-за протестов, правительство Ливана подало в отставку в полном составе, о чём сообщил министр здравоохранения страны Мухаммед Хасан. Таким образом власти выполнили одно из требований жителей страны. Ранее сообщалось о том, что протесты в Бейруте затихли в ожидании решения правительства по проведению досрочных парламентских выборов. Протестующие ожидали отставки правительства. Представители партии Хезболлы заявили, что они сами урегулируют протесты, если ливанская армия не вмешается. К вечеру в центре Бейрута вновь возобновились столкновения между полицией и протестующими. Вторые собрались у здания парламента и забрасывали первых камнями, на что они ответили слезоточивым газом. Позже протестующие вновь попытались захватить здание парламента, согласно заявлению Ливанского общества Красного Креста в ходе столкновений пострадали не менее 45 человек, 7 из которых были отправлены в госпиталь. Власти Ливана направили значительные полицейские и армейские силы в центр Бейрута, чтобы восстановить спокойствие на улицах столицы. Лидеры оппозиции потребовали роспуска парламента и проведения досрочных всеобщих выборов. Поздним вечером президент Ливана принял отставку правительства, однако поручил Хасану Диабу остаться на этой должности до формирования нового кабинета министров.
Утром 11 августа телеканал НТВ сообщил о том, что отставка правительства не остановила массовые протесты в Бейруте. Вечером у въезда в разрушенный порт Бейрута снова стали собираться люди, требующие отставки президента и роспуска парламента. Позже недовольные прошли глубоко в столицу Ливана, вышли к торговым галереям Эль-Асвак и начали пытаться пробиться к парламенту. Активисты протестного движения штурмовали металлические и бетонные заграждения, перекрывающие проезд от мечети Омари к парламентскому дворцу. По сообщению ТАСС, в полицейских летел град петард и камней, в ответ на что спецформирования используют резиновые пули. Полицейские не применяли слезоточивый газ, так как в толпе было много женщин и детей. Позже спецподразделения армии и полиции вытеснили протестующих из центральной части Бейрута, по данным Красного Креста с обеих сторон пострадали 42 человека, 10 были доставлены в больницу, остальным оказали помощь на месте.
12 августа появилась информация, что из-за протестов, российских спасателей, прибывших в Ливан после взрывов в порту стали охранять вооружённые силы страны.
31 августа новым премьер-министром Ливана был назначен бывший посол страны в Германии Мустафа Адиб.

### Сентябрь
1 сентября полицейские формирование применили слезоточивый газ против протестующих в центре Бейрута. По сообщению ТАСС, группы агрессивно настроенных участников протестов пытались прорваться через полицейские кордоны к парламентскому дворцу. В ходе столкновений раненые были с обеих сторон, которых забрали машины Ливанского общества Красного Креста. На помощь полиции были направлены армейские спецподразделения, вытеснившие демонстрантов из центра города. Столкновения полиции с протестующими произошли во вторник также в квартале Рас-эн-Набаа, поблизости от резиденции французского посла. Правоохранительные органы применили дубинки и вытеснили толпу активистов с проезжей части.

### Захват зданий
8 августа было захвачено здание Министерства иностранных дел Ливана, которое пострадало при взрыве в порту. Протестующие ворвались в него с плакатами с надписями: «Бейрут — демилитаризованный город» и «Столица революции». Здание министерства было объявлено протестующими своей штаб-квартирой. Такая же участь постигла здания Министерства экономики, окружающей среды и энергетики Ливана. По данным, выясненным ливанским телеканалом Al Mayadeen, после захвата зданий активисты уничтожали документы о коррупции в Ливане с 1992 года.
Вечером 8 августа военнослужащие ворвались в здание МИД Ливана и вытеснили всех оттуда, сообщает Al Jazeera. Армейские подразделения разместились у здания министерства энергетики и требовали от всех добровольно покинуть его. Ночью с 8 на 9 августа армия Ливана очистила от протестующих здания министерств экономики и энергетики.
Вечером 9 августа протестующим удалось ворваться в здания министерства труда и министерства по делам беженцев.

### Возвращениефранцузского мандата
5 августа в Интернете появилась петиция, адресованная президенту Франции Эмманюэлю Макрону с призывом передать контроль над Ливаном Франции на 10 лет. По состоянию на 7 августа петицию подписало почти 60 000 человек. В петиции сказано:

Официальные лица Ливана ясно продемонстрировали полную неспособность обеспечить безопасность и управлять страной. Мы считаем, что Ливан должен вернуться под французский мандат, чтобы установить чистое и прочное управление.
Оригинальный текст (англ.)Lebanon’s officials have clearly shown a total inability to secure and manage the country. We believe Lebanon should go back under the French mandate in order to establish a clean and durable governance.
— Из текста петиции
Следует отметить, что Эмманюэль Макрон побывал в Ливане 6 августа после взрывов 4 августа.

## Потери
По состоянию на 9 августа в ходе протестов пострадало 728 человек, среди которых минимум 70 сотрудников сил безопасности. Один сотрудник правоохранительных органов погиб. 55 человек были госпитализированы. 10 августа появилась информация о том, что в ходе протестов пострадало не менее 45 человек, 7 из которых были отправлены в госпиталь. 11 августа пострадало ещё 42 человека.

## Реакция
Посольство США в Бейруте поддержало протестующих, о чём оно сообщило на своей странице в Twitter, однако призвало всех участников протеста воздержаться от насилия:

Ливанский народ слишком много страдал и заслуживает того, чтобы лидеры прислушивались к нему и меняли курс в ответ на требования народа о прозрачности и подотчетности. Мы поддерживаем их право на мирный протест и призываем всех участников воздерживаться от насилия.
Оригинальный текст (англ.)The Lebanese people have suffered too much and deserve to have leaders who listen to them and change course to respond to popular demands for transparency and accountability. We support them in their right to peaceful protest, and encourage all involved to refrain from violence.
— Посольство США в Бейруте
Официальный представитель МИД Ирана Аббас Мусави на пресс-конференции заявил, что некоторые участники протестов получают финансирование из-за рубежа:

Естественно, что после такого крупного происшествия [ Взрывы в порту Бейрута ] люди недовольны, однако некоторые группы людей подталкиваются из-за рубежа в определённых целях.
— Аббас Мусави
11 августа Министерство иностранных дел Южной Кореи призвало своих граждан покинуть Бейрут и рекомендовали туристам перенести или отказаться от запланированных поездок в столицу Ливана. Действие призыва регламентируются ранее введенным в отношении Бейрута третьим — «красным» уровнем опасности. Всего в классификации МИД существуют четыре уровня опасности: «синий» — призыв проявлять осторожность, «желтый» — рекомендация отказаться от поездок, «красный» — рекомендация отказаться от поездок и «чёрный» — полный запрет на посещение страны. В министерстве пояснили, что причиной призыва стали протесты и частичная приостановка системы здравоохранения Ливана.